# Rudolf Gutsche
Rudolf Gutsche (* 4. November 1919 in Berlin; † 3. Oktober 1988 ebenda) war ein deutscher Oberstleutnant und leitender Mitarbeiter des Ministeriums für Staatssicherheit (MfS) der Deutschen Demokratischen Republik (DDR).

## Leben

### Emigrant in der Sowjetunion
Gutsche, Sohn des Generalmajors des MfS Joseph Gutsche, ging 1931 mit seinen Eltern in die Emigration in die Sowjetunion. 1933 schloss er dort die Mittelschule ab und besuchte bis 1935 eine Militärschule in Moskau, wo er zum Radiotechniker ausgebildet wurde. Von 1935 bis 1938 hielt er sich zeitweise als sowjetischer Agent in China auf und wurde als Funker einer illegalen Untergrundgruppe in Shanghai eingesetzt. Von 1938 bis 1943 war er Lehrer an mehreren Militärschulen, darunter zwei Geheimdienstschulen, in der Sowjetunion. Von 1943 bis 1945 war er in verschiedenen Einheiten der 1. und 2. Minsker Partisanenbrigade der Roten Armee im Rücken der feindlichen Truppen eingesetzt.

### MfS-Offizier in der DDR
Nach dem Ende des Zweiten Weltkriegs kehrte Gutsche nach Deutschland zurück, ließ sich in der sowjetisch besetzten Zone nieder und besuchte bis 1946 eine Spezialschule für Flugtechnik. 1946 trat er in die Sozialistische Einheitspartei Deutschlands (SED) ein und ging zum Kommissariat 5, der politischen Polizei innerhalb der Volkspolizei (VP). Nach der Gründung der DDR wurde er stellvertretender Leiter der daraus hervorgegangenen Verwaltung zum Schutz der Volkswirtschaft in Thüringen. Im Februar 1950 wurde diese Behörde zur Länderverwaltung des MfS.
Im selben Jahr wechselte Gutsche zur MfS-Zentrale in Ost-Berlin und wurde dort Leiter der Abteilung VIII, zuständig für Observation und Festnahmen. 1953 wurde er zum Oberstleutnant befördert.
Während des Aufstands vom 17. Juni 1953 wurden Gutsche und andere bei einer Demonstration in Ost-Berlin als MfS-Mitarbeiter erkannt, von Demonstranten angegriffen und verprügelt. Gutsches Dienstwagen wurde angezündet. MfS-Angehörige gaben Warnschüsse ab. Fotografien des Vorfalls erschienen in den kommenden Tagen in bundesdeutschen Zeitungen. Später gelang es der Stasi, zwei der Beteiligten zu identifizieren und zu verhaften. Sie wurden am 25. August 1953 zu langen Haftstrafen verurteilt.
1957 wurde Gutsche stellvertretender Leiter der Abteilung F (Funk). 1961/62 absolvierte er einen Einjahreslehrgang an der Hochschule des Ministeriums für Staatssicherheit in Potsdam-Eiche und wurde dann Leiter der Koordinierungsstelle in der Verwaltung für Rückwärtige Dienste in Karlshorst. 1975 ging er in Rente.

## Ehrungen
- 1985 Vaterländischer Verdienstorden in Gold (DDR)